# Calliobasis
Calliobasis is een geslacht van weekdieren uit de klasse van de Gastropoda (slakken).

## Soorten
- Calliobasis bilix (Hedley, 1905)
- Calliobasis bombax (Cotton & Godfrey, 1938)
- Calliobasis chlorosa Marshall, 1983
- Calliobasis eos B. A. Marshall, 1983 †
- Calliobasis festiva Marshall, 1991
- Calliobasis gemmata Poppe, Tagaro & Stahlschmidt, 2015
- Calliobasis lapulapui Poppe, Tagaro & Dekker, 2006
- Calliobasis magellani Poppe, Tagaro & Dekker, 2006
- Calliobasis merista Marshall, 1991
- Calliobasis miranda Marshall, 1983
- Calliobasis nepticula Marshall, 1991
- Calliobasis phimosa Marshall, 1991
- Calliobasis spectrum Marshall, 1991